# Скриванов, Дмитрий Станиславович
Дми́трий Станисла́вович Скрива́нов (род. 15 августа 1971, Новочеркасск, Ростовская область) — российский политический и государственный деятель, депутат Государственной Думы Российской Федерации, член комитета Госдумы по финансовому рынку, член фракции «Единая Россия». С 2000 по 2016 год — депутат Законодательного собрания Пермского края (2000—2016), член политической партии «Единая Россия». Первый заместитель председателя Законодательного собрания Пермского края первого созыва (2007—2011 гг.), руководитель «Фонда развития моногородов» (2014—2015 гг.).
Из-за поддержки российско-украинской войны — под санкциями 27 стран ЕС, Великобритании, США, Швейцарии, Австралии, Японии, Украины, Новой Зеландии.

## Биография
Родился 15 августа 1971 года в городе Новочеркасске. С подросткового возраста после потери родителей воспитывался в детском доме в Перми. В 1993 году окончил юридический факультет Пермского госуниверситета по специальности «Правоведение». До конца 90-х годов XX века занимался частной юридической практикой в экономической сфере.
С 2000 года — председатель Совета директоров ОАО «Молкомбинат „Кунгурский“».
Осенью 2004 представители концерна «Вимм-Билль-Данн» вели переговоры[какие?] с Дмитрием Скривановым и другими акционерами о продаже молкомбината, однако стороны не достигли договоренности.
В 2006 году после реконструкции предприятия состоялось официальное открытие новой молочной линии молочного комбината «Кунгурский». Коренная реконструкция производства позволила стабилизировать и улучшить качество продукции.
В конце 2011 года состоялась сделка по продаже ОАО «Молкомбинат Кунгурский». Покупателем компании выступило ОАО «Вимм-Билль-Данн Продукты Питания». Сумма сделки не разглашалась.
В 2014 году Скриванов приобрел ООО «АктивМедиа», выпускающее в Перми газеты «В курсе» и «Пермская трибуна», управляющим медиахолдинга стал журналист Тимур Мардер. В 2015 году в медиахолдинге заявили о намерении открыть свой телеканал.

### Депутатская и государственная деятельность
В 2000 году Дмитрий Скриванов впервые избран депутатом Законодательного собрания Пермской области. В 2001, 2006 и 2011 годах он переизбирался по одномандатному избирательному округу № 27. В первом созыве Законодательного собрания Пермского края (2006—2011 гг.) занимал пост первого заместителя председателя Законодательного собрания.
В 2014—2015 году руководил запуском федеральной некоммерческой организации «Фонд развития моногородов» (ФРМ). Фонд развития моногородов — некоммерческая организация, учрежденная Внешэкономбанком в октябре 2014 года во исполнение указов президента России для обеспечения развития российских моногородов через диверсификацию их экономики, создание новых рабочих мест и привлечение инвестиций.
Дмитрию Скриванову «удалось в короткий срок запустить работу Фонда и сделать его проектным офисом по работе со сложными территориями».
На выборах в Государственную Думу Федерального Собрания РФ 2016 года баллотировался по 60 Кунгурскому одномандатному избирательному округу (Пермский край), где одержал победу и стал депутатом Государственной думы.
В феврале 2022 года проголосовал за ратификацию договоров о дружбе и сотрудничестве России с ДНР и ЛНР, из-за чего был включён в санкционные списки Евросоюза.

### Законотворческая деятельность
С 2016 по 2019 год, в течение исполнения полномочий депутата Государственной Думы VII созыва, выступил соавтором 44 законодательных инициатив и поправок к проектам федеральных законов.

### Неформальная политическая деятельность
После назначения Виктора Басаргина губернатором Пермского края в 2012 году Дмитрий Скриванов образовал в Законодательном собрании неформальное депутатское объединение, которое получило неофициальное название «Группа товарищей». Группа была создана весной 2013 года примерно из полутора десятков депутатов, считавшихся единомышленниками бывшего главы региона Олега Чиркунова. Среди таковых были лидер фракции «Справедливой России» Алексей Луканин, глава фракции «Единой России» Юрий Борисовец, неформальным лидером объединения считался Дмитрий Скриванов.
Впервые «Группа товарищей» оппозиционно выступила против губернатора в 2013 году. Тогда так называемая «Группа товарищей» — это 38 влиятельных депутатов региона из КПРФ и «Единой России» — сорвала кворум, не проголосовав за бюджет на 2013—2015 годы, представленный Басаргиным.
Среди оппозиционеров оказались руководители трех фракций парламента: Юрий Борисовец («Единая Россия»), Алексей Луканин («Справедливая Россия»), Ксения Айтакова (КПРФ), руководитель социального комитета краевого парламента Сергей Клепцин, вице-спикер Лилия Ширяева, депутаты Вадим Чебыкин, Дмитрий Скриванов, Алексей Бурнашов и ряд других парламентариев.
Впоследствии оппозиционные депутаты несколько раз срывали рассмотрение закона о дополнительных региональных льготах по налогу на имущество для ОАО «Газпром», приватизации аэропорта. Последнее привело к пересмотру конкурса по приобретению пермского аэропорта для реализации проекта реконструкции. Позже «Группа товарищей» выступила со своими законопроектами по реформированию местного самоуправления в Прикамье, которые, однако, не были приняты.
Позднее, с переходом Дмитрия Скриванова на работу директором федерального Фонда развития моногородов, влияние объединения в Заксобрании несколько ослабло. Новый виток обострения взаимоотношений депутата и его окружения с краевыми властями начался после ухода Дмитрия Скриванова с поста директора ФРМ в июне 2015 года.

## Международные санкции
Из-за поддержки российской агрессии и нарушения территориальной целостности Украины во время российско-украинской войны находится под персональными международными санкциями разных стран.
25 февраля 2022 года, на фоне вторжения России на Украину, включён в санкционный список стран Евросоюза в ответ на решение России признать территории Донецкой и Луганской областей Украины и на решение об отправке туда российских войск.
11 марта 2022 года внесён в санкционный список Великобритании «за признание независимости двух сепаратистских регионов в Украине».
30 сентября 2022 года был внесён в санкционный список США в ответ на «фиктивные референдумы» и «аннексию территорий Украины российскими оккупационными силами». Государственный департамент отмечает что депутаты единогласно приняли закон о фейках, а некоторые депутаты сыграли ключевую роль в распространении российской дезинформации о войне.
23 февраля 2023 года включён в санкционный список Канады «соратников режима», так как он «голосовал за законодательство связанное с вторжением и попыткой аннексии четырёх регионов Украины».
По аналогичным основаниям, с 4 марта 2022 года находится под санкциями Швейцарии. С 4 мая 2022 года находится под санкциями Австралии. С 12 апреля 2022 года находится под санкциями Японии. Указом президента Украины Владимира Зеленского от 7 сентября 2022 находится под санкциями Украины. С 12 октября 2022 года находится под санкциями Новой Зеландии.

## Семья
Женат, супруга — Наталья, с которой Дмитрий Скриванов познакомился ещё в детском доме. Воспитывает двух дочерей.